# Clase Al-Jubail
Pais productor: España
La Clase  Al-Jubail  (en árabe: الجبيل كلاس كورفيت) es una serie de cinco corbetas basadas en el diseño tipo Avante 2200 de Navantia construidos en los astilleros de Navantia en la localidad española de San Fernando para la Real Armada Saudita. Argentina está  interesada en el proyecto de ésta embarcación.

## Encargo

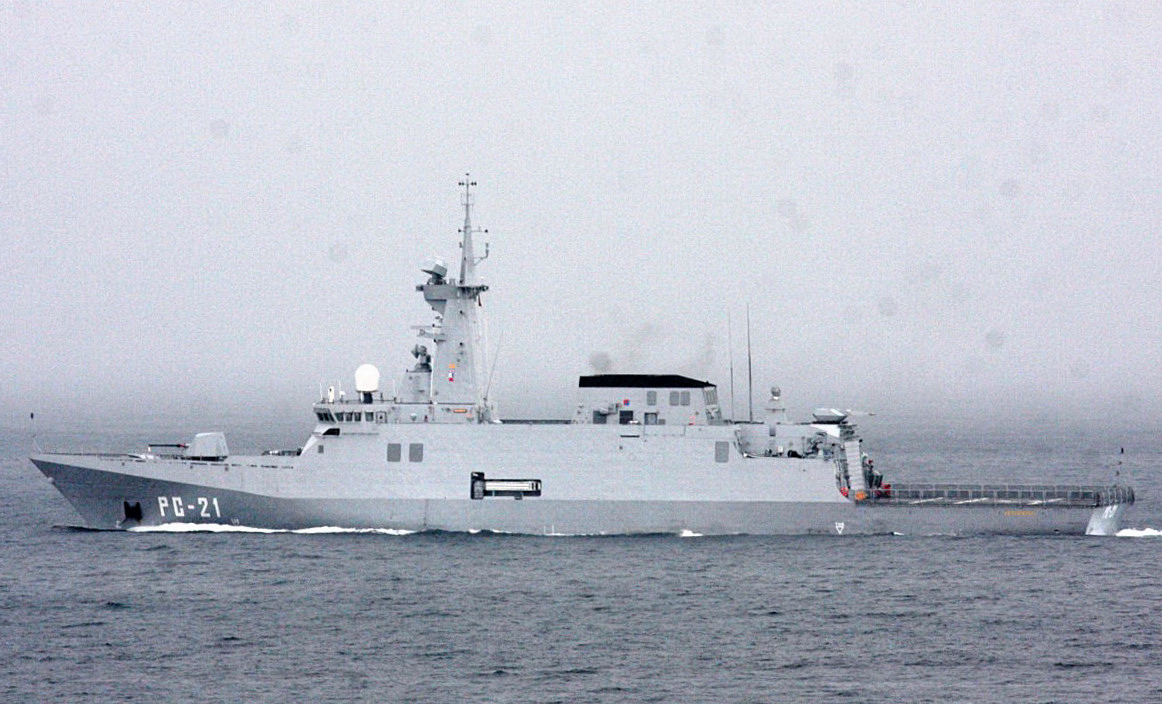
El patrullero venezolano PC-21 Guaiquerí, primer buque de la clase Guaiquerí, diseño tipo Avante 2200, como el de las corbetas saudíes.

Después de tres años de negociaciones, en abril de 2018 se firmó un acuerdo de intenciones para la adquisición de los buques y en julio de 2018, el gobierno saudí encargó a Navantia cinco corbetas basadas en su diseño Avante 2020 por un valor de 1800 millones de euros. Dicho contrato supone la posibilidad de mantener 6000 empleos anuales durante 5 años.
El contrato incluye además de la construcción el apoyo durante los primeros cinco años de vida de los buques. Inicialmente estaba previsto que la construcción de los buques finalizara en 2021
La primera de las unidades, fue entregada a la Armada Saudí el 22 de marzo de 2022.
La última de las 5 fragatas ha sido entregadapor parte de Navantia a la Marina de Arabia Saudí en una ceremonia celebrada en la base naval de Jeddah el día 7 de marzo de 2024.
El 11 de diciembre de 2024, se anuncia la firma del contrato de una segunda serie de 3 nuevas unidades de la clase para la Marina Real Saudí (RSNF). El último buque de la serie espera ser entregado en 2028. 

## Armamento
Los buques construidos para Arabia Saudí, están más armados que los Avante 2200 de la Clase Guaiquerí construidos para la Armada Bolivariana de Venezuela.
Cuentan con un sistema de artillería naval Leonardo Super Rapid de 76,6 mm, detrás del cual se encuentra un sistema de lanzamiento vertical de misiles de 16 celdas para lanzar misiles antiaéreos MICA VL así como 2 lanzadores cuádruples para el lanzamiento de misiles Harpoon antibuque detrás de la chimenea.
En el castillo portan dos estaciones de armamento automático remoto de 12,7 mm, un sistema CIWS Rheinmetall Oerlikon Millenium de 35 mm y dos lanzadores triples de torpedos antisubmarinos de 324 mm.
En estos buques se ha instalado el sistema de EW Rigel de la española Indra. Para ello se usa como apoyo local a la empresa SAMI (Arabian Military Industries).

## Buques de la clase
| Nombre     | Numeral | Puesto en grada         | Botado                  | Puesto en servicio     | Estado         |
| ---------- | ------- | ----------------------- | ----------------------- | ---------------------- | -------------- |
| Al-Jubail  | 828     | 15 de enero de 2019     | 23 de julio de 2020     | 31 de marzo de 2022    | En servicio    |
| Al-Diriyah | 830     | 18 de diciembre de 2019 | 14 de noviembre de 2020 | 26 de julio de 2022    | En Servicio    |
| Hail       | 832     | 6 de agosto de 2020     | 28 de marzo de 2021     | 4 de diciembre de 2022 | En Servicio    |
| Jazan      | 834     | 1 de noviembre de 2020  | 24 de julio de 2021     | 2023 (previsto)        | Pruebas de mar |
| Unayzah    | 836     | 15 de abril de 2021     | 4 de diciembre de 2021  | 2024 (previsto)        | Pruebas de mar |